# 曾万明
曾万明（1964年1月4日—2021年9月8日），男，四川成都人，中共党员，中华人民共和国政治人物。西南财经大学农业经济学专业毕业，博士研究生学历。曾任中共西藏自治区党委常委、广西壮族自治区党委常委、中共湖南省委常委等职。

## 生平
曾万明于1980年8月参加工作。1987年12月加入中国共产党。1993年2月，他出任四川省新都县委政策研究室副主任。1993年3月，任新都县体制改革委员会主任兼县委政策研究室副主任。1996年12月，任新都县副县长。2001年3月，任中共新都县委常委、副县长。2001年7月，任中共彭州市委副书记、代市长，并于2002年1月转正，2002年12月，调任中共大邑县委书记:67。
2005年5月，曾万明升任成都市人民政府副市长，跻身正厅级干部之列。2008年5月，任中共绵阳市委副书记、代市长，并于翌年5月转正成为市长。2011年12月，任中共内江市委书记、内江军分区党委第一书记。
2013年11月，曾万明调入西藏，出任西藏自治区人民政府副主席。2014年12月，任中共西藏自治区党委常委、组织部部长。2016年1月，兼任自治区政府国有资产监督管理委员会党委书记。2017年5月，兼任西藏自治区直机关工委书记。
2018年11月，调任中共广西壮族自治区党委常委、组织部部长。2021年8月，再转任中共湖南省委常委、宣传部部长，同年9月8日19時30分，他在北京逝世，享年57岁，五天后官媒《湖南日报》报道该消息。